# Cosmibuena grandiflora
Cosmibuena grandiflora là một loài thực vật có hoa trong họ Thiến thảo. Loài này được (Ruiz & Pav.) Rusby mô tả khoa học đầu tiên năm 1907.